# دوغ مارشال
دوغ مارشال (بالإنجليزية: Doug Marshall) هو فنان قتال مختلط أمريكي، ولد في 9 سبتمبر 1975 في فيساليا في الولايات المتحدة.

## وصلات خارجية
- دوغ مارشال على موقع يو إف سي (الإنجليزية)
- دوغ مارشال على موقع بيلاتور (الإنجليزية)
- دوغ مارشال على موقع شيردوغ (الإنجليزية)
- دوغ مارشال على موقع IMDb (الإنجليزية)